# Toc

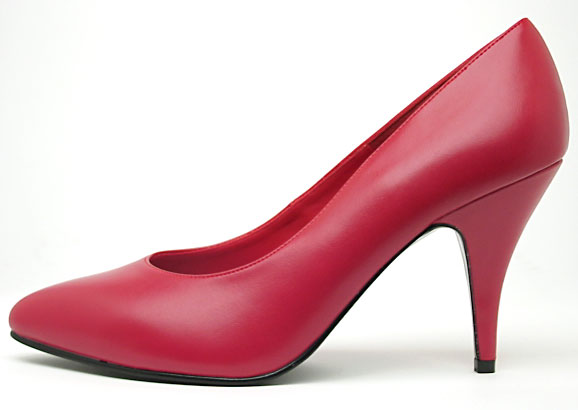
Un pantof pentru femei cu toc ridicat.

Un toc este acea parte dintr-un pantof care este poziționată sub călcâi.

## Precursorii pantofilor cu toc

### Egiptul Antic
Primele mărturii ale pantofilor cu toc sunt reprezentările grafice din perioada Egiptului Antic. Acest tip de pantofi erau purtați de bărbați și femei din înalta societate, în special în timpul ceremoniilor.

Alte reprezentări grafice înfățișează măcelari, aceștia purtând pantofi cu toc pentru a-i ajuta sa pășească deasupra sângelui și a resturilor animale.

### Roma si Grecia Antica
În Grecia Antică erau folosiți pantofi cu platforme înalte de lemn sau pluta, numiți kothorni, foarte populari în rândul actorilor. Pantofii aveau înălțimi diferite pentru a indica statutul social sau importanța personajelor interpretate.

În Roma Antica prostituția era permisă, iar femeile care vindeau sex erau ușor identificate după pantofii cu toc pe care îi purtau.

### Evul Mediu
În timpul Evului Mediu, atât femeile cât și bărbații purtau saboți sau papuci din lemn cu talpa foarte înaltă. Aceștia erau atașați încălțărilor fragile și scumpe, pentru a le proteja de noroiul și resturile ce umpleau în acea perioada străzile.
Între 1400 și 1600 erau la modă chopinele, pantofi cu platformă produși în Turcia..

### Epoca Contemporana
Plaformele, sau „flatform” cum sunt denumite de americani,  au apărut cu cateva sute de ani i. Hr, in periaoda cand actorii de origine greacă purtau platforme de pluta, pentru a parea mai inalți.
Prima versiune moderna acestor platfome a apărut in anii 1930, cand designerul Moshe Kimmel a creat o astfel de pereche de incăltăminte pentru cantăreața Marlene Dietrich.
Succesul acestui tip de incăltaminte vine in anul 1993, când Naomi Campbell a purtat platforme in cadrul unei prezentări de modă.